# دریا چمن
دریا چمن (انگلیسی: Derya Çimen یک مدل اهل ترکیه است.
که در نمایشگاه بهترین مدل زن سال ۲۰۰۹ در چین برگزیده شد. او همچنین برنده جایزه کوچک بهترین لباس ملی را با لباس طراحی‌شده توسط ارکان کارا شد.